# Magdalena Paluszkiewicz-Misiaczek
Magdalena Paluszkiewicz-Misiaczek – polska anglistka, historyczka i politolożka, doktor habilitowana nauk społecznych, adiunktka w Instytucie Amerykanistyki i Studiów Polonijnych Uniwersytetu Jagiellońskiego.

## Kariera naukowa
Ukończyła studia magisterskie w zakresie anglistyki. 16 kwietnia 2004 r. uzyskała na Wydziale Historycznym UJ stopień doktora nauk humanistycznych w dyscyplinie historii na podstawie pracy Awans społeczny i zmiana wiktoriańskiego wizerunku kobiety w Kanadzie na przełomie XIX i XX wieku, której promotorką była Anna Reczyńska. 20 marca 2018 r. uzyskała na Wydziale Studiów Międzynarodowych i Politycznych UW stopień doktora habilitowanego nauk społecznych w dyscyplinie nauk o polityce na podstawie dorobku naukowego i rozprawy Szacunek i wsparcie. Kanadyjski system opieki nad weteranami.
W macierzystym instytucie należy do zespołu Katedry Studiów Kanadyjskich.